# Thunderbolt (1995)
Thunderbolt (Originaltitel: chinesisch 霹靂火, Pinyin pīlì huǒ, Jyutping pik1lik6 fo2, alternativ: Dead Heat, weitere Titel siehe unten) ist ein 1995 in Hongkong gedrehter Action- und Martial-Arts-Film mit Jackie Chan.

## Handlung
Jackie (im Original: Chan Foh To) ist ein hervorragender chinesischer Automechaniker und Rennfahrer. Bei der Fahndung nach Cougar, der bei einem illegalen Autorennen einen Polizisten überfahren hat, kommt es zu einem Rennen zwischen Jackie und Cougar, welches Jackie gewinnt. Nach dem Ausbruch aus dem Gefängnis entführt Cougar die beiden Schwestern des Chinesen und zwingt ihn so, nach Japan zu kommen und ein offizielles Rennen gegen ihn zu fahren. Jackie arbeitet mit den Angestellten seiner Werkstatt unterstützt von der Reporterin Amy Ip an einem Rennwagen, mit welchem er an dem Rennen teilnehmen will. Durch einen Unfall während des Qualifizierungsrennens wird der Wagen jedoch zerstört. Mit der Unterstützung von der Firma Mitsubishi, deren Chefin am Anfang des Films Jackies Hand in einer Wagentür eingeklemmt hatte, kann er aber dennoch am Rennen teilnehmen und gewinnt.

## Kritik
„Eine in den Actionszenen perfekt inszenierte Materialschlacht um Jackie Chan als menschlichen Mittelpunkt, die jedoch bierernst ausgefallen ist und den Charme vergleichbarer Chan-Filme vermissen lässt. Unterm Strich bleibt die teuerste Hongkong-Produktion aller Zeiten (1996: 25 Mio. US-Dollar) hinter den Erwartungen zurück und bedient nur Fans mit einem ausgeprägten Interesse an Destruktionen.“

## Trivia
- Der Film hat, wie viele Filme mit Jackie Chan, viele unterschiedliche Titel. In Deutschland außerdem gebräuchlich sind Thunderbolt – Showdown mit 1000 PS, Jackie Chan – Showdown mit 1000 PS (nur TV-Titel) und Jackie Chan's Thunderbolt (nur DVD-Titel).
- Bei den Dreharbeiten erlitt Jackie Chan bei einer Autoexplosion schwere Verbrennungen an den Augenbrauen.
- Der Film war mit einem Budget von etwa 25 Mio. US-Dollar sehr teuer, spielte aber längst nicht so viel ein wie der Vorgängerfilm Rumble in the Bronx.
- Alle von Chan gefahrenen Fahrzeuge sind Mitsubishis.

## Auszeichnungen
- Golden Horse Film Award 1995: Gewinner in der Kategorie „Beste Action-Choreographie“. Corey Yuen vom JC Stunt Team und Sammo Hung Stuntmen’s Association[1]
- Hong Kong Film Award 1996: Nominiert in der Kategorie „Beste Action-Choreographie“[2]